# Whiplash (film)
 For alternative betydninger, se Whiplash (flertydig). (Se også artikler, som begynder med Whiplash)
Whiplash er en amerikansk dramafilm fra 2014, skrevet og instrueret af Damien Chazelle. Skuespilleren Miles Teller spiller en ung jazztrommeslager ved navn Andrew Neiman, som studerer på en af USAs bedste musikskoler, under ledelse af skolens frygtindgydende jazzmaestro Terence Fletcher, spillet af J. K. Simmons. Andre skuespillere er Paul Reiser, Melissa Benoist, Austin Stowell, Jayson Blair og Kavita Patil. Filmen havde premiere på Sundance Film Festival 16. januar 2014.
Filmen var nomineret til fem priser ved Oscaruddelingen 2015 og vandt for bedste klipning, bedste mandlige birolle (J. K. Simmons) og bedste lyd. Filmens kritik var meget positiv, og filmen er anset som en af de bedste film udgivet i 2014.

## Handling
Den 19 år gamle Andrew Neiman (Miles Teller) er en jazztrommeslager som studerer ved en musikhøjskole i New York. Terence Fletcher (J.K. Simmons), som leder skolens største jazzensemble, opdager Andrew og tager med ham i sit jazzband. Der får Andrew hård modgang af Fletcher, som konstant fornærmer og håner ham hver gang han ikke lever op til Fletchers forventninger. Andrew slår op med sin kæreste, og gør alt for at imponere den strenge lærer.

## Medvirkende
- Miles Teller som Andrew Neiman
- J. K. Simmons som Terence Fletcher
- Paul Reiser som M. Neyman
- Melissa Benoist som Nicole
- Austin Stowell som Ryan
- Jayson Blair som Travis
- Chris Mulkey som Onkel Frank
- Damon Gupton som Mr. Kramer

## Produktion
Da han gik på Princeton High School var Forfatter-instruktøren Damien Chazelle i det "meget konkurrenceprægede" Studio Band og brugte den rædsel han følte i de år. Han baserede bandlederen, Terence Flethcer, på sin tidligere bandinstruktør (som døde i 2003) men "tog det skridtet videre", og tilføjede elementer fra Buddy Rich og andre bandledere, der var kendte for deres hårde behandling af bandmedlemmer. Chazelle sagde at han i begyndelsen skrev filmen "i frustration" mens han forsøgte at få hans musical La La Land fra lands.
Right of Way Films og Blumhouse Productions hjalp Chazelle med at lave 15 sider af hans originale manuskript om til en kortfilm med Johnny Simmons som Neiman og J.K. Simmons (ingen relation til Johnny Simmons) som Fletcher. Den 18 minutter lange kortfilm blev anmelderrost efter den debutterede ved Sundance Film Festival i 2013, og vandt en pris, hvilket tiltrak investorer til at producere hele manuskriptet. Spillefilmen kostede $3,3 millioner og blev finansieret af Bold Films.
I august 2013 sluttede Miles Teller sig til filmen som hovedrollen, der oprindeligt blev spillet af Johnny Simmons; J.K. Simmons blev ved med at spille sin originale rolle. Tidligt i produktionen sagde Chazelle til J.K. Simmons, at han skulle "gå længere end hvad du tro den normale grænse ville være", og sagde: "Jeg vil ikke se et menneske på skærmen længere. Jeg vil se et monster, en gargoil, et bæst." Mange af musikerne i bandet var rigtige musikere eller musikstuderende, og Chazelle forsøgte at fange deres frygt og angst når Simmons pressede dem. Chazelle sagde at Simmons mellem optagelserne var "så sød som man kunne være", hvilket han siger betød at optagelserne "ikke var mareridtsagtige".
Hovedoptagelserne begyndte i september 2013. Den blev filmet rundt i Los Angeles, blandt andet på Hotel Barclay, Palace Theater og Orpheum Theatre. Filmen blev optaget over 20 dage, med et skema der indebar 14 timers optagelser dagligt. Chazelle var involveret i et seriøst biluheld i den tredje uge af optagelserne og kom på hospitalet med en mulig hjernerystelse, men han var tilbage på settet dagen efter for at blive færdig med filmen til tide.
Eftersom han havde lært sig selv at spille trommer som 15-årig, spillede Miles Teller selv mange af trommerne i filmen. Nate Lang, der spiller Tellers rival Carl i filmen, trænede Teller i de særlige discipliner ved Jazztrommespil; Dette indebar, at han skulle ændre sit greb fra "matched" til "traditionel". Til visse scener fungerede professionelle trommeslager Kyle Crane som Teller's "trommedouble".